# Festival de la Cançó d'Eurovisió 2007
El Festival de la Cançó d'Eurovisió 2007 fou la 52a edició d'aquesta festa. La data de la semifinal fou el 10 de maig, i el 12 de maig de 2007 es va celebrar la final del concurs europeu a Hèlsinki (Finlàndia) perquè el grup de rock Lordi havia guanyat el Festival de 2006 a Atenes, amb la cançó Hard Rock Hallelujah.
Representants de 42 ens públics de televisió participaren en aquesta edició, 24 dels quals van disputar la final. Els deu primers de l'any 2006 i el Big Four: França, Alemanya, Espanya i el Regne Unit tenien automàticament el dret de participar directament a la final. Els altres participants van haver de passar per la semifinal.

## Països participants

Països participants que es van classificar per a la final.
Països participants que no es van classificar per a la final.
Països que hi van participar al passat però no el 2007.

| País                 | Ens televisiu                                                                                  | Plans per Eurovisió 2007 | Candidats escollits                                                                                               |
| -------------------- | ---------------------------------------------------------------------------------------------- | --- | --- |
| Albània              | RTVSh (Radio Televizioni Shqiptar) - Semifinalista                                             | Albània va seleccionar els seus representants al tradicional Festivali i Këngës, que es va celebrar el 23 de desembre de 2006. En aquest festival, tot i ser televisat, el guanyador és escollit exclusivament per un jurat i no per l'audiència.                                                                  | Aida & Frederik Ndoci representaren Albània al Festival de 2007 amb la cançó Hear my plea.                        |
| Alemanya             | NDR (Norddeutscher Rundfunk) - Finalista                                                       | La NDR va dur a terme el seu tradicional certamen de selecció anomenat Grand Prix Vorentscheid amb tres participants. Aquest certamen va tindre lloc el 8 de març de 2007. Com a membre del 'Big Four', està classificada directament per a la final.                                                              | Roger Cicero representà Alemanya al Festival de 2007 amb la cançó Frauen regieren die Welt.                       |
| Andorra              | RTVA (Ràdio i Televisió d'Andorra) - Semifinalista                                             | L'ens públic d'Andorra va anunciar oficialment el 15 de gener de 2007 el grup escollit internament per representar el Principat al Festival. | Anonymous representaren Andorra al Festival de 2007 amb la cançó Salvem el món.                                   |
| Armènia              | ARMTV (Armenian Television) - Finalista                                                        | La ARMTV va organitzar una preselecció oberta el 25 de febrer de 2007. | Hayko representà Armènia al Festival de 2007 amb la cançó Anytime you need.                                       |
| Àustria              | ORF (Österreischischer Rundfunk) - Semifinalista                                               | L'ens austríac va seleccionar internament l'artista d'entre els concursants de Starmania. | Eric Papilaya representà Àustria al Festival de 2007 amb la cançó Get a life, get alive.                          |
| Bèlgica              | RTBF (Radio Télévision Belge de la Communauté Française) - Semifinalista                       | La televisió valona pren el relleu després de la participació de la VRT flamenca el 2006. Com és habitual en aquest ens, la RTBF va escollir internament els representants belgues. | The Krazy Mess Groovers representaren Bèlgica al Festival de 2007 amb la cançó Love power.                        |
| Belarús              | BTRC (Belaruskaja Tele-Radio Campanjia) - Semifinalista                                        | La BTRC torna a utilitzar el seu certamen anomenat EuroFest per seleccionar el seu representant. En aquesta ocasió, quinze artistes van participar en la ronda preliminar del 15 de desembre de 2006 i tres van ser escollits per a la final de l'esmentada preselecció, que va tenir lloc el 22 de gener de 2007. | Koldun representà Belarús al Festival de 2007 amb la cançó Work your magic.                                       |
| Bòsnia i Hercegovina | RTVBiH (Radio TV Bosna i Hercegovina) - Finalista                                              | Un comité de la RTVBiH va decidir internament l'artista i la cançó que representaran el país balcànic al Festival. La cançó va ser presentada públicament el 4 de març de 2007. | Marija Sestic representà Bòsnia i Hercegovina al Festival de 2007 amb la cançó Rijeka bez imena.                  |
| Bulgària             | BNT (Bâlgarska Nationalna Televizija) - Semifinalista                                          | Bulgària va dur a terme una preselecció televisada, la final de la qual va tenir lloc el 24 de febrer de 2007. | Elitsa & Stoyan representaren Bulgària al Festival de 2007 amb la cançó Voda (Water).                             |
| Croàcia              | HRT (Hrvatska Radiotelevizija) - Semifinalista                                                 | Croàcia va tornar a seleccionar el seu representant al seu tradicional festival anomenat DORA. La final va tindre lloc el 3 de març de 2007. | Dragonfly & Dado Topic representaren Croàcia al Festival de 2007 amb la cançó Vjerujem u ljubav.                  |
| Dinamarca            | DR (Danmarks Radio) - Semifinalista                                                            | Dinamarca va celebrar la seva preselecció tradicional, el Melodi Grand Prix, el 10 de febrer de 2007. | DQ representà Dinamarca al Festival de 2007 amb la cançó Drama queen.                                             |
| Eslovènia            | RTVSLO (Radiotelevizija Slovenija) - Semifinal 1                                               | Eslovènia va seleccionar el seu representant al seu tradicional festival anomenat EMA (Evrovizijska MelodijA), que es va celebrar el 3 de febrer de 2007. | Alenka Gotar representà Eslovènia al Festival de 2007 amb la cançó Cvet z juga.                                   |
| Espanya              | TVE (Televisión Española) - Finalista                                                          | TVE va emprar una nova fórmula, el programa de selecció Misión Eurovisión. La final va tindre lloc el 24 de febrer de 2007. Com a membre del 'Big Four', Espanya està classificada directament per a la final. | D'Nash representaren Espanya al Festival de 2007 amb la cançó I love you mi vida.                                 |
| Estònia              | ETV (Eesti Televisioon) - Semifinalista                                                        | Estònia va emprar la seva tradicional fórmula de selecció, el festival anomenat Eurolaul. Aquest certamen va tindre lloc el 3 de febrer de 2007. | Gerli Padar representà Estònia al Festival de 2007 amb la cançó Partners in crime.                                |
| Finlàndia            | YLE (Yleisradio) - Finalista                                                                   | Finlàndia va ser l'amfitriona d'aquesta edició. L'ens finlandès va tornar a seleccionar el seu representant al seu festival anomenat Laulukilpaulu Suomen Karsinta; la final va tindre lloc el 17 de febrer de 2007.                                                                                               | Hanna Pakarinen representà Finlàndia al Festival de 2007 amb la cançó Leave me alone.                             |
| França               | France Télévisions - Finalista                                                                 | França va escollir l'artista i la cançó a través d'una preselecció oberta que es va realitzar el 5 de març de 2007. Com a membre del 'Big Four', està classificada directament per a la final. | Les Fatals Picards representaren França al Festival de 2007 amb la cançó L'amour a la française.                  |
| Geòrgia              | GPB (Georgia Public Broadcasting) - Semifinalista                                              | Geòrgia va anunciar el seu debut pel 2007; va escollir una artista internament i posteriorment va organitzar una selecció televisada de la cançó el 3 de març de 2007. | Sopho representà Geòrgia al Festival de 2007 amb la cançó Visionary dream.                                        |
| Grècia               | ERT (Elliniki Radiophonia Tileorassi) - Finalista                                              | La televisió pública de Grècia va organitzar una preselecció televisada amb tres candidats. Aquesta preselecció va tindre lloc el 28 de febrer de 2007. | Sarbel representà Grècia al Festival de 2007 amb la cançó Yassou Maria.                                           |
| Hongria              | MTV (Magyar Televizió) - Semifinalista                                                         | La MTV va escollir el representant hongarès internament. | Magdi Rúzsa representà Hongria al Festival de 2007 amb la cançó Unsubstantial blues.                              |
| Irlanda              | RTÉ (Radio Telefís Éireann) - Finalista                                                        | La RTÉ va escollir internament el grup que representaria el país i després va organitzar una selecció televisada de la cançó el 16 de febrer de 2007. | Dervish representà Irlanda al Festival de 2007 amb la cançó They can't stop the spring.                           |
| Islàndia             | RUV (Rikisútvarpid) - Semifinalista                                                            | Islàndia va celebrar una preselecció oberta; la final va tindre lloc el 17 de febrer de 2007. | Eiríkur Hauksson representà Islàndia al Festival de 2007 amb la cançó Valentine lost.                             |
| Israel               | IBA (Israel Broadcasting Authority) - Semifinalista                                            | L'ens públic israelià va escollir internament un grup per representar Israel el 2007. | Teapacks representaren Israel al Festival de 2007 amb la cançó Push the bottom.                                   |
| Letònia              | LTV (Latvijas Televizija) - Semifinalista                                                      | La LTV va emprar la seva preselecció televisada habitual coneguda com a Eirodziesma. La final es va disputar el 10 de febrer de 2007. | Bonaparti.lv representaren Letònia al Festival de 2007 amb la cançó Questa notte.                                 |
| Lituània             | LRT (Lietuvos Radijas ir Televizija) - Finalista                                               | L'ens lituà ha mantingut el format emprat els darrers anys, el programa anomenat Nacionalines Atrankos, la final del qual va tindre lloc el 3 de març de 2007. | 4Fun representaren Lituània al Festival de 2007 amb la cançó Love or leave.                                       |
| ARI de Macedònia     | Makedonska Radio Televizija (MRT) - Semifinalista                                              | L'antiga república iugoslava de Macedònia va seleccionar el seu representant en una preselecció televisada, anomenada SkopjeFest, que va tindre lloc el 24 de febrer de 2007. | Karolina Goceva representà l'antiga república iugoslava de Macedònia al Festival de 2007 amb la cançó Mojot svet. |
| Malta                | TVM (Television of Malta) - Semifinalista                                                      | La TVM va seleccionar el seu representat un cop més a través del Malta Song for Europe, que va tindre lloc el 3 de febrer de 2007. | Olivia Lewis representà Malta al Festival de 2007 amb la cançó Vertigo.                                           |
| Moldàvia             | TRM (Teleradio Moldova) - Semifinalista                                                        | La televisió moldava va escollir internament la seva representant al desembre de 2006. | Natalia Barbu representà Moldàvia al Festival de 2007 amb la cançó Fight.                                         |
| Montenegro           | RTCG (Radiotelevizija Crne Gore) - Semifinalista                                               | La RTCG va anunciar el seu debut pel 2007 i l'organització d'una nova preselecció anomenada Montenegrosong, que va tindre lloc el 25 de febrer de 2007. | Stevan Faddy representà Montenegro al Festival de 2007 amb la cançó Ajde kroci.                                   |
| Noruega              | NRK (Norsk Rikskringkasting) - Semifinalista                                                   | Com és tradicional en aquest país, el públic va seleccionar el seu representant al tradicional festival televisiu anomenat Norsk Melodi Grand Prix, la final del qual es va celebrar el 10 de febrer de 2007. | Guri Schanke representà Noruega al Festival de 2007 amb la cançó Ven a bailar conmigo.                            |
| Països Baixos        | NOS (Nederlandse Omroep Stichting) - Semifinalista                                             | La NOS va seleccionar internament una artista, i aquesta va escollir la cançó que interpretaria al Festival. | Edsilia Rombley representà els Països Baixos al Festival de 2007 amb la cançó On top of the world.                |
| Polònia              | TVP (Telewizja Polska) - Semifinalista                                                         | Polònia va seleccionar els seus representants a través de la seva tradicional preselecció televisada anomenada Piosenka dla Europy, que va tindre lloc el 3 de febrer de 2007. | The Jet Set representaren Polònia al Festival de 2007 amb la cançó Time to party.                                 |
| Portugal             | RTP (Radiotelevisão Portuguesa) - Semifinalista                                                | L'ens portuguès tornà a emprar com a preselecció el seu habitual Festival da Cançao, que va tindre lloc el 10 de març de 2007. | Sabrina representà Portugal al Festival de 2007 amb la cançó Dança comigo.                                        |
| Regne Unit           | BBC (British Broadcasting Corporation) - Finalista                                             | El Regne Unit estava classificat directament per a la final de 2007 perquè és membre del 'Big Four'. L'ens va emprar el seu format de preselecció televisada anomenat Making Your Mind Up, que va tindre lloc el 17 de març de 2007.                                                                               | Scooch representaren el Regne Unit al Festival de 2007 amb la cançó Flying the flag for you.                      |
| Txèquia              | CT (Ceská Televize) - Semifinalista                                                            | La CT va emprar pel seu debut una preselecció televisada anomenada Eurosong per escollir el seu representant. Aquest esdeveniment va tindre lloc el 10 de març de 2007. | Kabát representaren la República Txeca al Festival de 2007 amb la cançó Malá dáma.                                |
| Romania              | TVR (Televiziune Româna) - Finalista                                                           | La TVR va decidir utilitzar de nou el sistema de selecció emprat els darrers anys i organitzar una preselecció televisada, anomenada Selectia Nationala, la final de la qual va tindre lloc el 10 de febrer de 2007.                                                                                               | Todomondo representaren Romania al Festival de 2007 amb la cançó Liubi, liubi, I love you.                        |
| Rússia               | C1R (Channel 1 Russia) - Finalista                                                             | La C1R va seleccionar internament les representants russes per al Festival. | Serebró representaren Rússia al Festival de 2007 amb la cançó Song number one.                                    |
| Sèrbia               | RTS (Radiotelevizija Srbije) - Semifinalista                                                   | Sèrbia va seleccionar el seu representant a través del seu festival anomenat Beovizija, que es va celebrar el 8 de març de 2007. | Marija Serifovic representà Sèrbia al Festival de 2007 amb la cançó Molitva.                                      |
| Suècia               | SVT (Sveriges Television) - Finalista                                                          | Com és habitual des de la dècada de 1950, el representant suec al Festival és el guanyador del popular Melodifestivalen, la final del qual es va celebrar el 10 de març de 2007. | The Ark representaren Suècia al Festival de 2007 amb la cançó The worrying kind.                                  |
| Suïssa               | SF (Schweizer Fernsehen) - Semifinalista                                                       | L'ens suís va seleccionar internament tant el seu representant com la cançó que aquest interpretaria al Festival. | DJ Bobo representà Suïssa al Festival de 2007 amb la cançó Vampires are alive.                                    |
| Turquia              | TRT (Türkiye Radyo-Televizyon) - Semifinalista                                                 | La TRT va escollir internament el seu representant al Festival. | Kenan Dogulu representà Turquia al Festival de 2007 amb la cançó Shake it up, shekerim.                           |
| Ucraïna              | Companyia Nacional de Televisió Ucraïnesa (NTU, Natsionalna Telekompanija Ukraïny) - Finalista | L'ens públic d'Ucraïna va organitzar una preselecció televisada el 9 de març de 2007. | Vierka Serdiutxka representà Ucraïna al Festival de 2007 amb la cançó Dancing laixa tumbai.                       |
| Xipre                | CyBC (Cyprus Broadcasting Corporation) - Semifinalista                                         | La CyBC va escollir internament la seva representant i la cançó que interpretaria al Festival. | Evridiki representà Xipre al Festival de 2007 amb la cançó Comme ci, comme ça.                                    |

## Països que no hi participen el 2007
Els següents països van decidir no participar en el Festival de 2007:
- Eslovàquia: Aquest país va deixar de participar el 1998 a causa dels pobres resultats assolits en les tres edicions en què van prendre part. La STV havia manifestat recentment el seu desig de retornar-hi, animada pel debut de la veïna República Txeca, però va confirmar que no ho faria el 2007 a causa dels greus problemes de pressupost de l'ens que impedeixen pagar els costos de participació. No obstant això, deixa la porta oberta a un immediat retorn tan bon punt millori la seva situació econòmica.
- Itàlia : La RAI no participa en el Festival des de 1997, encara que ja havia deixat de participar anualment el 1993. La UER va mantenir els anys anteriors a 2007 constants negociacions amb l'ens italià perquè es replantegés la seva participació en el Festival, oferint-li el mateix estatus que tenen els països del 'Big Four', però la RAI continuava considerant que el Festival ja no tenia cap interès per al públic italià.
- Luxemburg: El Gran Ducat no participa en el Festival des de 1993, tot i que acumula cinc victòries d'anteriors edicions. A causa de la privatització que va patir el seu ens públic (RTL), aquest va deixar de participar a partir de 1994 i no ha mostrat cap interès a retornar a la competició.
- Mònaco: La TMC va preinscriure's al Festival de 2007, però va decidir retirar-se posteriorment per la falta d'expectatives d'èxit que, segons l'ens monegasc, té el Principat amb l'actual format del Festival. Amb tot, l'ens públic monegasc ha deixat la porta oberta a un possible retorn en un futur pròxim.
- San Marino: La SMRTV va anunciar el seu interès a debutar al Festival de 2007, però finalment va decidir posposar-ho pel 2008.

## Semifinal
| Nº | País             | Intèrpret(s)                      | Cançó                 | Posició | Punts |
| -- | ---------------- | --------------------------------- | --------------------- | ------- | ----- |
| 1  | Portugal         | Sabrina                           | Dança comigo          | 11      | 88    |
| 2  | Dinamarca        | DQ                                | Drama queen           | 19      | 45    |
| 3  | Bèlgica          | The KMG's                         | LovePower             | 26      | 14    |
| 4  | Hongria          | Magdi Rúzsa                       | Unsubstantial blues   | 2       | 228   |
| 5  | Txèquia          | Kábat                             | Malá dáma             | 28      | 1     |
| 6  | Xipre            | Evridiki                          | Comme ci, comme ça    | 15      | 65    |
| 7  | Turquia          | Kenan Doğulu                      | Shake it up, Shekerim | 3       | 198   |
| 8  | Malta            | Olivia Lewis                      | Vertigo               | 25      | 15    |
| 9  | Eslovènia        | Alenka Gotar                      | Cvet z juga           | 7       | 140   |
| 10 | Albània          | Aida & Frederik Ndoci             | Hear my plea          | 17      | 49    |
| 11 | Estònia          | Gerli Padar                       | Partners in crime     | 22      | 33    |
| 12 | Polònia          | The Jet Set                       | Time to party         | 14      | 75    |
| 13 | Israel           | Teapacks                          | Push the button       | 24      | 17    |
| 14 | Àustria          | Eric Papilaya                     | Get a life, get alive | 27      | 4     |
| 15 | Montenegro       | Stevan Faddy                      | Ajde, kroči           | 23      | 33    |
| 16 | Moldàvia         | Natalia Barbu                     | Fight                 | 10      | 91    |
| 17 | Sèrbia           | Marija Šerifović                  | Molitva               | 1       | 298   |
| 18 | Islàndia         | Eiríkur Hauksson                  | Valentine lost        | 13      | 77    |
| 19 | Bulgària         | Elitsa Todorova & Stoyan Yankulov | Voda                  | 6       | 146   |
| 20 | Noruega          | Guri Schanke                      | Ven a bailar conmigo  | 18      | 48    |
| 21 | ARI de Macedònia | Karolina Gočeva                   | Mojot svet            | 9       | 97    |
| 22 | Països Baixos    | Edsilia Rombley                   | On top of the world   | 21      | 38    |
| 23 | Letònia          | Bonaparti.lv                      | Questa notte          | 5       | 168   |
| 24 | Croàcia          | Dragonfly & Dado Topić            | Vjerujem u ljubav     | 16      | 54    |
| 25 | Geòrgia          | Sopho                             | Visionary dream       | 8       | 123   |
| 26 | Andorra          | Anonymous                         | Salvem el món         | 12      | 80    |
| 27 | Belarús          | Koldun                            | Work your magic       | 4       | 176   |
| 28 | Suïssa           | DJ Bobo                           | Vampires are alive    | 20      | 40    |

## Final

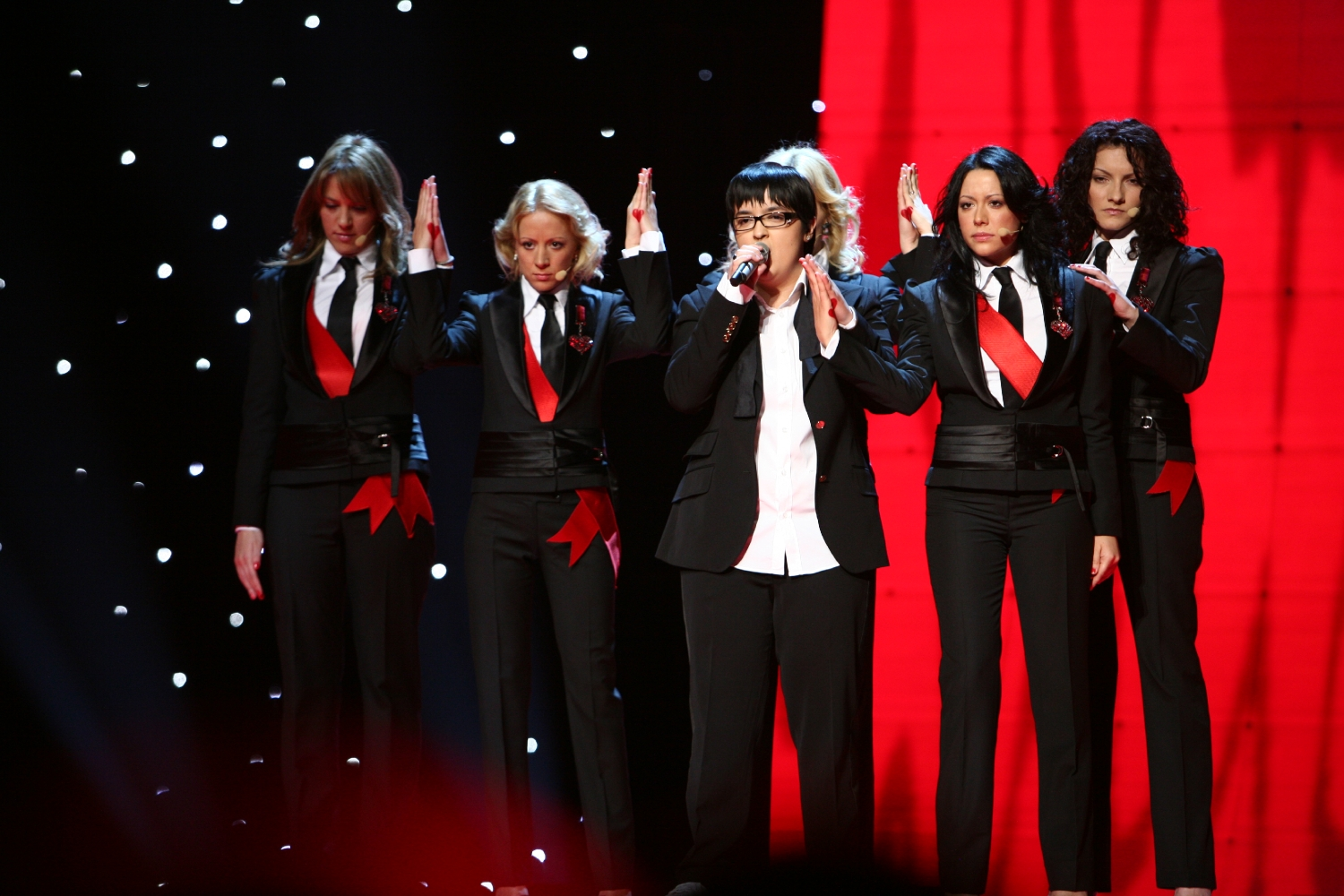
Marija Šerifović va guanyar amb 268 punts amb la cançó "Molitva"
SRB

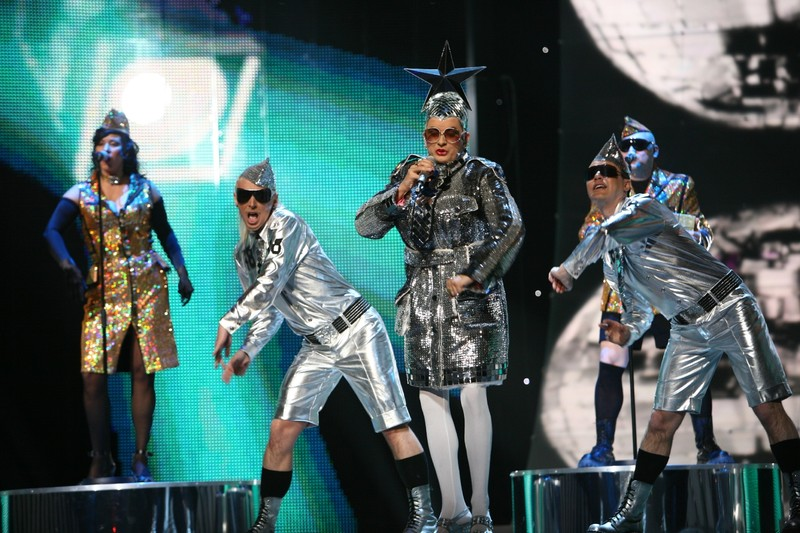
Verka Serduchka amb "Dancing Lasha Tumbai" va quedar 2ª amb 235 punts
UKR

| Nº | País                 | Intérpret(s)                      | Cançó                      | Posició | Punts |
| -- | -------------------- | --------------------------------- | -------------------------- | ------- | ----- |
| 1  | ARI de Macedònia     | Karolina Gočeva                   | Mojot svet                 | 14      | 73    |
| 2  | Letònia              | Bonaparti.lv                      | Questa notte               | 16      | 54    |
| 3  | Geòrgia              | Sopho                             | Visionary dream            | 12      | 97    |
| 4  | Armènia              | Hayko                             | Anytime you need           | 8       | 138   |
| 5  | Lituània             | 4Fun                              | Love or leave              | 21      | 28    |
| 6  | França               | Les Fatals Picards                | L'amour à la française     | 23      | 19    |
| 7  | Bòsnia i Hercegovina | Marija                            | Rijeka bez imena           | 11      | 106   |
| 8  | Belarús              | Koldun                            | Work your magic            | 6       | 145   |
| 9  | Bulgària             | Elitsa Todorova & Stoyan Yankulov | Voda                       | 5       | 157   |
| 10 | Suècia               | The Ark                           | The worrying kind          | 18      | 51    |
| 11 | Turquia              | Kenan Doğulu                      | Shake it up, Shekerim      | 4       | 163   |
| 12 | Irlanda              | Dervish                           | They can't stop the spring | 24      | 5     |
| 13 | Hongria              | Magdi Rúzsa                       | Unsubstantial blues        | 9       | 128   |
| 14 | Regne Unit           | Scooch                            | Flying the flag            | 22      | 19    |
| 15 | Grècia               | Sarbel                            | Yassou Maria               | 7       | 139   |
| 16 | Sèrbia               | Marija Šerifović                  | Molitva                    | 1       | 268   |
| 17 | Espanya              | D'Nash                            | I love you mi vida         | 20      | 43    |
| 18 | Finlàndia            | Hanna Pakarinen                   | Leave me alone             | 17      | 53    |
| 19 | Moldàvia             | Natalia Barbu                     | Fight                      | 10      | 109   |
| 20 | Eslovènia            | Alenka Gotar                      | Cvet z juga                | 15      | 66    |
| 21 | Alemanya             | Roger Cicero                      | Frauen regier'n die Welt   | 19      | 49    |
| 22 | Ucraïna              | Vierka Serdiutxka                 | Dancing lasha tumbai       | 2       | 235   |
| 23 | Romania              | Todomondo                         | Liubi, liubi, I love you   | 13      | 84    |
| 24 | Rússia               | Serebró                           | Song Nº1                   | 3       | 207   |

### Ordre de votació
| Ordre de votació | Ordre de votació | Ordre de votació | Ordre de votació |
| --- | --- | --- | --- |
| 1. Montenegro · 2. Lituània · 3. Bèlgica · 4. Bulgària · 5. Islàndia · 6. Alemanya · 7. Geòrgia · 8. Grècia · 9. Espanya · 10. ARI de Macedònia · 11. Sèrbia | 12. Irlanda · 13. Xipre · 14. Finlàndia · 15. Romania · 16. Armènia · 17. Estònia · 18. Regne Unit · 19. Andorra · 20. Israel · 21. Croàcia · 22. Letònia | 23. Belarús · 24. Moldàvia · 25. Eslovènia · 26. Turquia · 27. Polònia · 28. Portugal · 29. Dinamarca · 30. França · 31. Ucraïna · 32. Albània · 33. Països Baixos | 34. Rússia · 35. Suïssa · 36. Malta · 37. Suècia · 38. Txèquia · 39. Àustria · 40. Bòsnia i Hercegovina · 41. Noruega · 42. Hongria |

### Màximes puntuacions
Després de la votació, els països que van rebre 12 punts en la Final van ser:
| N. | A          | De                                                  |
| -- | ---------- | --------------------------------------------------- |
| 9  | Sèrbia     | SVN · BIH · MNE · CRO · MKD · AUT · SUI · HUN · FIN |
| 5  | Turquia    | BEL · FRA · DEU · NED · GBR                         |
| 5  | Ucraïna    | AND · POR · CZE · LAT · POL                         |
| 3  | Belarús    | ISR · UKR · RUS                                     |
| 3  | Rússia     | BLR · ARM · EST                                     |
| 2  | Armènia    | GEO · TUR                                           |
| 2  | Finlàndia  | ISL · SWE                                           |
| 2  | Grècia     | BUL · CYP                                           |
| 2  | Romania    | ESP · MDA                                           |
| 2  | Suècia     | NOR · DEN                                           |
| 1  | Bulgària   | GRE                                                 |
| 1  | Espanya    | ALB                                                 |
| 1  | Geòrgia    | LTU                                                 |
| 1  | Hongria    | SRB                                                 |
| 1  | Lituània   | IRL                                                 |
| 1  | Moldàvia   | ROU                                                 |
| 1  | Regne Unit | MLT                                                 |

## Galeria

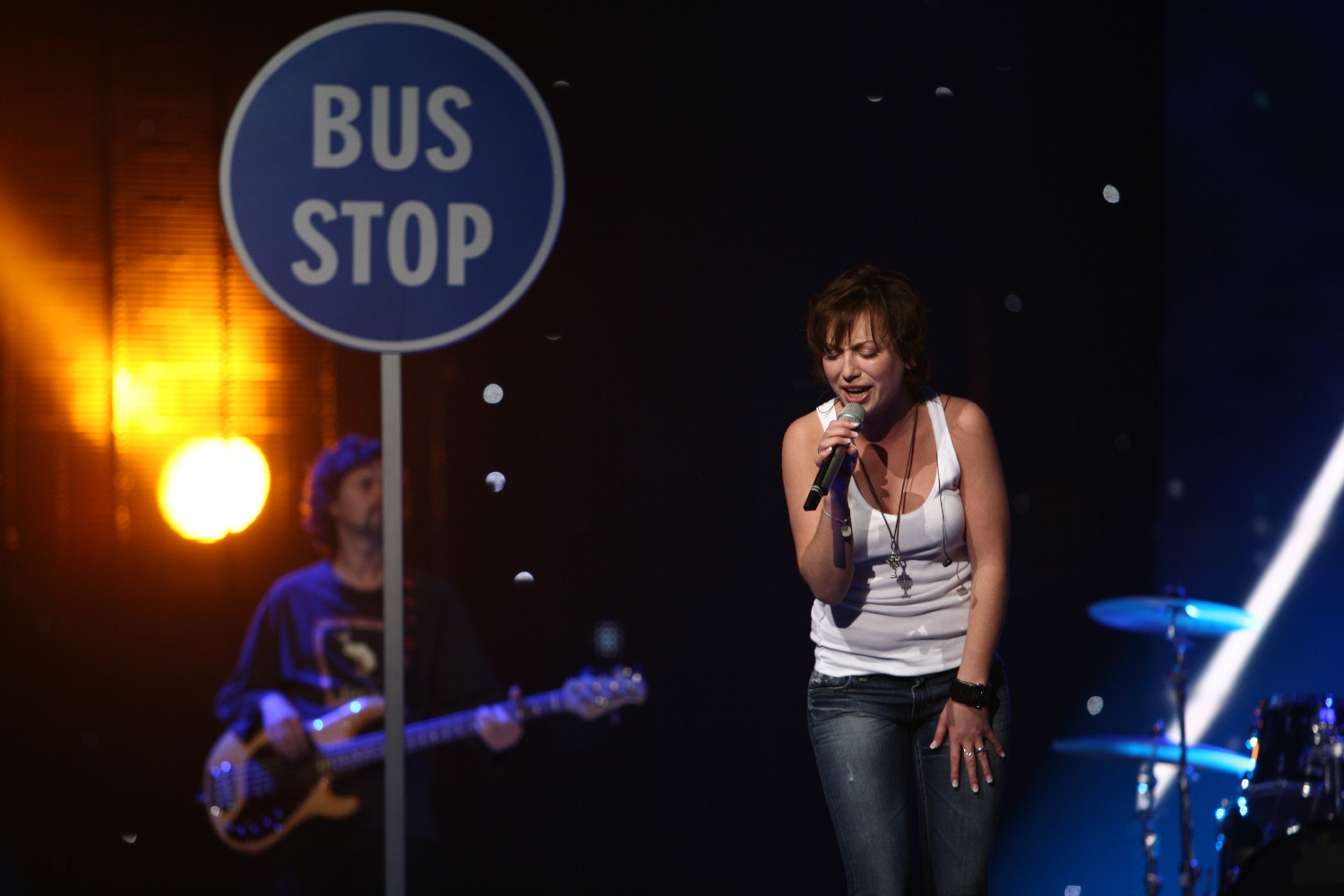
Hongria Magdi Rúzsa Unsubstantial Blues
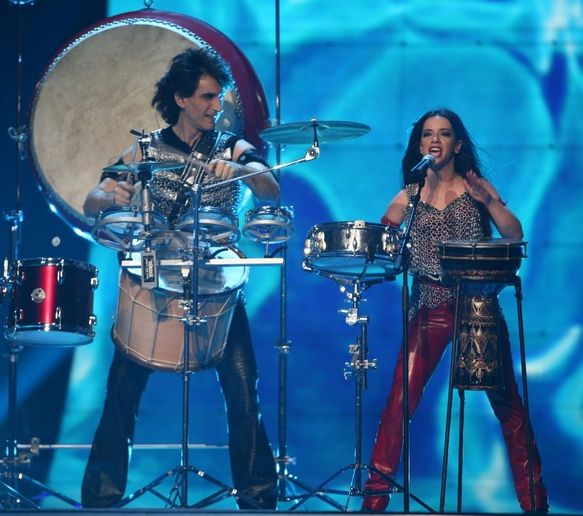
Bulgària Elitsa Todorova & Stoyan Yankulov Water